# 33. Kavallerie-Brigade (Deutsches Kaiserreich)
Die 33. Kavallerie-Brigade war ein Großverband der Preußischen Armee.

## Geschichte
Die 33. Kavallerie-Brigade wurde am 20. März 1871 als 30.Kavallerie-Brigade in Metz aufgestellt und am 1. April 1890 in 33. KavallerieBrigade umbenannt.
Sie war bis 1875 Teil der 30. Division und dann bis 1890 Teil der Kavallerie-Division des XV. Armee-Korps. Anschließend gehörte sie zur 33. Division, die dem XVI. Armee-Korps in Metz zugeordnet war. Mit Kriegsbeginn 1914 wurde sie bis zum 14. September 1916 der 6. Kavallerie-Division unterstellt. Diese war Teil des Höheren Kavallerie-Kommandos 4 unter dem Kommando des Generals Gustav von Hollen.

### Gliederung
- 1871 bis 1873

Ostpreußisches Dragoner-Regiment Nr. 10, 1. Pommersches Ulanen-Regiment Nr. 4, 
Königlich Bayerisches 5. Chevaulegers-Regiment „Erzherzog Friedrich von Österreich“
- 1873 bis 1877

1. Hannoversches Dragoner-Regiment Nr. 9, Ostpreußisches Dragoner-Regiment Nr. 10, 1. Pommersches Ulanen-Regiment Nr. 4, 5. Bayerisches Chevaulegers-Regiment Prinz Otto
- 1878 bis 1884

1. Hannoversches Dragoner-Regiment Nr. 9, Ostpreußisches Dragoner-Regiment Nr. 10, Schleswig-Holsteinisches Dragoner-Regiment Nr. 13, 1. Pommersches Ulanen-Regiment Nr. 4
- 1884 bis 1886

Magdeburgisches Dragoner-Regiment Nr. 6, 1. Hannoversches Dragoner-Regiment Nr. 9, Ostpreußisches Dragoner-Regiment Nr. 10, Schleswig-Holsteinisches Dragoner-Regiment Nr.13
- 1886 bis 1890

Magdeburgisches Dragoner-Regiment Nr. 6, 1. Hannoversches Dragoner-Regiment Nr. 9, Schleswig-Holsteinisches Dragoner-Regiment Nr.13, 2. Hannoversches Ulanen-Regiment Nr. 14
- 1890 bis 1903

1. Hannoversches Dragoner-Regiment Nr. 9, Schleswig-Holsteinisches Dragoner-Regiment Nr.13
- 1903 bis 1905

Magdeburgisches Dragoner-Regiment Nr. 6, Schleswig-Holsteinisches Dragoner-Regiment Nr.13
- 1905 bis 1913

Schleswig-Holsteinisches Dragoner-Regiment Nr.13, Husaren-Regiment „König Humbert von Italien“ (1. Kurhessisches) Nr. 13
- 1913 bis 1914

Dragoner-Regiment König Karl I von Rumänien (1. Hannoversches ) Nr.9 , Schleswig-Holsteinisches Dragoner-Regiment Nr.13
- Kriegsgliederung bei Mobilmachung 1914

Wie vor

### Erster Weltkrieg
Die Brigade war bis November 1914 ausschließlich an der Westfront eingesetzt und kam danach mit der 6. Kavallerie-Division an der Ostfront bis zur Zurückverlegung Mitte Januar 1917 in den Westen zum Einsatz. Zu den Kampfhandlungen, Gefechten und Schlachten siehe Kampfgeschehen der 4. Kavallerie-Division und Kampfhandlungen der 6. Kavallerie-Division.

### Brigadekommandeure
| Name                            | Datum                                                |
| ------------------------------- | ---------------------------------------------------- |
| 30. Kavallerie-Brigade          |                                                      |
| Karl von Strantz                | 20. März 1871 bis 13. März 1874                      |
| Charles Harrison Wright         | 14. März 1874 bis 8. November 1880                   |
| Theodor von Locquenghien        | 9. November 1880 bis 16. Oktober 1883                |
| Heinrich von Rosenberg          | 17. Oktober 1883 bis 14. Oktober 1888                |
| Gerhard von Pelet-Narbonne      | 15. Oktober 1888 bis 31. März 1890                   |
| 33. Kavallerie-Brigade          |                                                      |
| Gerhard von Pelet-Narbonne      | 1. April 1890 bis 28. Juni 1891                      |
| Wilhelm von Hantelmann          | 29. Juni 1891 bis 12. Mai 1895                       |
| Leonhard von und zu Egloffstein | 13. Mai 1895 bis 17. Oktober 1897                    |
| Eduard von Enckevort            | 18. Oktober 1897 bis 13. September 1899              |
| Paul von Wallenberg             | 14. September 1899 bis 18. Februar 1905              |
| Karl von Plüskow                | 19. Februar 1905 bis 9. April 1906                   |
| Hermann Freiherr von Roeder     | 10. April 1906 bis 21. März 1907                     |
| Anatole Graf von Bredow         | 22. März 1907 bis 19. April 1910                     |
| Johannes Simon                  | 20. April 1910 bis 21. April 1912                    |
| Günther von Etzel               | 22. April 1912 bis 26. September 1914                |
| Karl Freiherr von Broich        | 27. September 1914 bis 1. Oktober 1914               |
| Franz Zierold                   | 2. Oktober 1914 bis 12. September 1916               |
| Fritz von Studnitz              | 13. September 1916, wegen Krankheit nicht angetreten |
| Karl von der Goltz              | 18. September 1916 bis 11. Mai 1917                  |
| Gebhard von Plotho              | 12. Mai 1917 bis 14. Januar 1919 (Demobilisierung)   |